# Bộ Bát (八)
Bộ Bát (八), nghĩa là "số tám", là một trong 23 bộ thủ được cấu tạo từ 2 nét trong tổng số 214 Bộ thủ Khang Hy.
Trong Khang Hi tự điển, có 44 ký tự (trong số 49.030) được tìm thấy dưới bộ thủ này.

## Chữ dùng bộ Bát (八)

Giáp cốt văn
Kim văn
Đại triện
Tiểu triện

| Số nét | Chữ            |
| ------ | -------------- |
| 2 nét  | 八             |
| 4 nét  | 公, 六, 兮, 兯 |
| 5 nét  | 兰             |
| 6 nét  | 共, 兲, 关, 兴 |
| 7 nét  | 㒵, 㒶, 㒷, 兵 |
| 8 nét  | 其, 具, 典     |
| 9 nét  | 㒸, 兹, 养     |
| 10 nét | 兺, 兼         |
| 11 nét | 兽             |
| 13 nét | 兾, 兿         |
| 15 nét | 冀             |
| 17 nét | 冁             |
| 19 nét | 㒹             |